# 長谷川一郎
長谷川 一郎（はせがわ いちろう、 1928年1月26日 - 2016年5月1日）は、日本の天文学者。東亜天文学会会長を務めた。

## 経歴
兵庫県西宮市に生まれ、牧師の長男として4歳の時に受洗した。
京都大学教授、山本一清に師事し、情報処理会社に勤務しながら掩蔽観測の整約や彗星の軌道計算に習熟した
1976年に、学位論文「長周期彗星の遠日点分布」で理学博士号を京都大学より取得する。
東亜天文学会を通じて、多くのアマチュア天文家の活動と養成に尽力し、東亜天文学会会長、日本暦学会副会長も務めた（『日本アマチュア天文史』等に多くの記事が見える）。また、歴史的な彗星などの出現記録を発掘し目録化した。
後に、大手前大学社会文化学部教授に就任した。長谷川は、斎藤国治が提案した「古天文学」という言葉に賛成しなかった一人である。
2016年5月1日、神戸市で死去（満88歳没）。

## 著書・編纂書・訳書
- 『星空のトラベラー 彗星への招待』誠文堂新光社、1975年。
- 『天文計算入門』恒星社厚生閣、1978年。
- （編著）『写真でみる彗星』誠文堂新光社、1980年。
- 『彗星カタログブック』河出書房新社、1980年。
- 『天体軌道論』恒星社厚生閣、 1983年。
- 『ハレー彗星物語』恒星社厚生閣 、 1984年。
- （共訳）Martin Beech『天体観測の教科書 天文アマチュアのための流星観測編』誠文堂新光社、2009年。